# Condado de Mitchell (Iowa)
O Condado de Mitchell é um dos 99 condados do estado norte-americano de Iowa. A sede do condado é Osage, que é também a sua maior cidade. O condado tem uma área de 1216 km² (dos quais 1 km² está coberto por água), uma população de 10 874 habitantes, e uma densidade populacional de 9 hab/km² (segundo o censo nacional de 2000). O condado foi fundado em 1851 e recebeu o seu nome em homenagem a John Mitchel (1815–1875), patriota e nacionalista irlandês.